# Szandtner Pál
Szandtner Pál, teljes nevén: Szandtner Pál József (Dunaföldvár, 1884. december 4. – Budapest, 1963. november 10.) jogász, egyetemi tanár.

## Pályafutása
Id. Szandtner Pál tanító és Pattantyús Paula fiaként született Dunaföldváron. Középiskolai tanulmányait a Ciszterci Rend Pécsi Római Katolikus Főgimnáziumában végezte (1894–1903). 1903 és 1905 között Innsbruckban járt egyetemre, majd 1906-tól 1910-ig a kolozsvári bölcsész és jogi kar hallgatója volt. 1911-ben Pécsett feleségül vette Pupp Erzsébet Annát. 1910-ben avatták az államtudomány doktorává. Kezdetben a vallás- és közoktatásügyi minisztérium munkatársa volt, majd 1911. december 21-től a nagyváradi királyi katonai jogakadémián a magyar közjog, a politika és a jog- és államtudomány nyilvános rendkívüli, 1915. április 12-től pedig nyilvános rendes tanára lett. 1915/16-ban, valamint az 1916/17. tanév 1. félévében az intézmény dékáni feladatait is ellátta. A kolozsvári egyetem 1915. március 16-án a politika magántanárává képesítette, ugyanitt 1917. január 13-tól a magyar közjog egyetemi nyilvános rendes tanára lett.
1919-ben a Külügyminisztérium békeelőkészítő irodájának valamint az Országos Menekültügyi Hivatalnak volt a munkatársa, s a menekült kolozsvári egyetem elhelyezésével és egyúttal a menekült diákok jóléti ügyeivel foglalkozott. Az egyetemet Szegedre is követte, itt tanszékvezető volt 1921-től 1928. december 11-ig, 1922/23-ban a jogi kar dékánja, 1921-től 1924-ig prodékán és 1923-tól 1928-ig vezette a Diákjóléti- és Diákvédő Irodát. 1928. december 11. és 1948. szeptember 15-én történt nyugdíjba vonulásáig a budapesti egyetem jogi karán az általános alkotmánytan és közigazgatástan nyilvános rendes tanáraként működött. A jogi karnak 1934/35-ben, valamint 1944–46-ban dékánja, az Egyetemi Tanácsnak 1935 és 1941 között jegyzője volt. Egyúttal mint az Egyetemi Diákjóléti Bizottság tanárelnöke és az Egyetemi Diákjóléti Hivatal igazgatója is tevékenykedett.
1928-ban a Szent István Akadémia II. oszt., 1937-ben pedig a Magyar Tudományos Akadémia jogtudományi bizottságának tagjává választották. Szívizomelhalás okozta halálát Budapesten, 1963-ban, 79 éves korában.

## Művei
- Az államcél elméletei (Nagyvárad, 1911)
- Az alattvalói engedelmesség problémája (Nagyvárad, 1914)
- A jog- és államtudományi továbbképzés jövő szervezése (Nagyvárad, 1916)
- Előadások a magyar közjogból (Kolozsvár, 1918)
- Jelentés a m. kir. Ferenc József Tudományegyetem kebelében szervezett diákjóléti és diákvédő iroda 1923. évi működéséről (Szeged, 1923)
- Véleményes jelentése Petrichevich-Horváth Emil ... egyetemi magántanárrá leendő képesítés végett bemutatott irodalmi dolgozatairól (Polner Ödönnel. Szeged, 1925)
- A magyar főiskolai ifjúság válsága (Szeged, 1926)
- Az értelmiségi magyar ifjúság jövője (Budapest, 1931)
- A magyar főiskolai ifjúság jövője (Budapest, 1931. Különnyomat)
- Politika (Budapest, 1931)
- Érettségizőink számának és pályaválasztásának fontosabb kultur- és szociálpolitikai tanúlságai (Budapest, 1933)
- Az állam értéke és mértéke (Esztergom, 1935)
- Az egyetemi ifjúság tanulmányai és szociális helyzete és az egyetemi reform (Budapest, 1937)
- Jelentés a Főiskolai Tanulmányi és Pályaválasztási Intézet 1940/41. tanévi működéséről (Budapest, 1941)
- A Kir. M. Pázmány Péter Tudományegyetem Diákjóléti- és Diákvédő Irodájának működése (Budapest, 1941)
- Bíráló vélemény Kamocsay Jenő „Az államcélok tana” c. tárgykörből kérelmezett magántanári képesítés alapjául benyújtott dolgozatairól (Budapest, 1943)
- Jelentés az ostrom alatt hősi vagy elismerésre méltó magatartást tanúsító egyetemi alkalmazottakról (Budapest, 1946)